# 지진 모멘트
지진 모멘트(Seismic moment)는 지진학에서 지진의 크기를 측정하는 데 쓰이는 지표이다. 스칼라 지진 모멘트 {\displaystyle M_{0}}은 다음과 같이 정의된다.
{\displaystyle M_{0}=\mu AD}
여기서,
- {\displaystyle \mu }은 지진이 일어난 지역 암석의 전단 탄성 계수(Pa 또는 N/m2)
- {\displaystyle A}는 지진이 발생한 지역에서 단층이 파괴된 영역 크기(m2)
- {\displaystyle D}는 {\displaystyle A} 영역에서 평균 미끄러짐 크기(in m)

{\displaystyle M_{0}}은 뉴턴 미터 단위의 돌림힘으로도 나타낼 수 있다.
지진 모멘트와 토크 사이 관계는 지진의 근원에서 나오는 체적력과 이중 결합 관계(서로 반대되는 토크가 서로 합쳐져 작용하는 결합힘)로 연관되며, 지진 모멘트는 두 근원에서 나오는 토크의 결합이라고 말할 수 있다.
지진 모멘트는 국제단위계(SI 단위계)에서 뉴턴 미터(N m 또는 N·m)로 표기하며 구형 CGS 단위계에서는 다인 센치미터(dyn-cm)로 표기한다. 지진 모멘트는 가장 간단하게는 미끄러진 양과 파열된 혹은 미끄러진 단층 면적, 저항 또는 마찰 계수 셋만 가지고 계산할 수 있다. 이런 미지수들은 과거 지진 규모나 미래에 올 것으로 예상되는 지진의 규모를 기존의 단층 연구를 통해 추정할 수 있다는 장점이 있다.

## 역사
지진파를 이용해 지진 모멘트를 최초로 계산한 시점은 1964년 일본에서 니가타 지진이 발생했을 때 아키 게이이치의 계산이었다. 아키 게이이치는 두 가지 방법으로 지진 모멘트를 계산했다. 첫번째로는 세계 표준 지진관측망(WWSSN)의 먼 지진관측소 데이터를 사용하여 장주기 지진파(주기 약 200초, 파장 약 1,000 km)를 분석하여 지진의 등가 이중결합의 크기를 측정하였다. 두번째로는 버리지와 노포프의 전위이론을 연구하여 단층이 미끄러진 폭, 방출한 에너지, 스트레스 강하(기본적으로 방출되는 퍼텐셜 에너지의 양)을 측정하였다. 특히 게이이치는 지진의 지진 모멘트를 물리 매개변수와 연관시키는 유명한 아래 방정식을 개발하였다.
M0 = μūS
여기서 μ는 표면적 S인 단층이 평균 ū의 거리만큼 전위할 때 강성도(혹은 전위 저항)을 의미한다. 현대에 와서는 ūS를 "기하학적 모멘트" 혹은 "전위도"로 알려진 똑같은 값인 D̄A로 대체한다. 위 방정식에 따르면 지진파에서 계산한 이중결합으로 도출한 지진 모멘트는 단층이 미끄러진 표면적과 미끄러진 양의 정보로 계산된 모멘트와 연관성이 높다는 사실을 알 수 있다. 1964년 니가타 지진의 경우 지진 모멘트를 통해 추정한 전위가 실제로 지질학적 분석을 통해 관측된 전위와 거의 일치하였다.

## 규모와 관계
지진의 규모와 지진으로 방출한 에너지 {\displaystyle W_{0}}(J) 사이 관계는 다음과 같다.
{\displaystyle \log _{10}W_{0}=1.5M+4.8}
지진이 방출한 에너지는 응력 강하 {\displaystyle \Delta \sigma }와 다음의 관계가 있다.
{\displaystyle M_{0}={\frac {\Delta \sigma }{c}}A^{2/3}}
또한 방출 에너지는 암석의 강성률 {\displaystyle \mu }와 다음의 관계가 있다.
{\displaystyle W_{0}={\frac {1}{2}}\Delta \sigma DA={\frac {\Delta \sigma }{2\mu }}M_{0}}
많은 지진에서 응력 강하와 강성률의 비율은 거의 일정하다 볼 수 있으므로 지진이 방출하는 에너지와 지진 모멘트는 거의 비례한다고 볼 수 있다. 여기서 지진 모멘트를 가지고 지진의 규모를 유도할 수 있으며 이렇게 유도한 지진의 규모를 모멘트 규모라고 부른다. 이렇게 유도한 모멘트 규모의 공식은 아래와 같다.
{\displaystyle W_{0}={\frac {M_{0}}{2\times 10^{4}}}}
{\displaystyle M_{\rm {W}}=(\log _{10}M_{0}-9.1)/1.5}
지진 모멘트는 위의 모멘트 규모 공식에서 볼 수 있는 것처럼 지진 규모와 연관을 가지고 있다. 이를 통해 경험적으로 지진의 규모와 단층 길이/미끄러짐 크기 사이 관계를 추정할 수 있다. 단층의 길이, 폭, 미끄러짐 크기가 지진의 규모와 상관 없이 거의 일정한 비율을 가지고 있다고 가정한다면 지진 규모와 단층과의 관계는 아래와 같다.
- Mw3.0 규모에서 단층 길이는 약 40 km, 미끄러짐 크기는 20 cm
- Mw5.0 규모에서 단층 길이는 약 4 km, 미끄러짐 크기는 0.2 m
- Mw6.0 규모에서 단층 길이는 약 13 km, 미끄러짐 크기는 0.6 m
- Mw7.0 규모에서 단층 길이는 약 40 km, 미끄러짐 크기는 2 m
- Mw8.0 규모에서 단층 길이는 약 130 km, 미끄러짐 크기는 6 m
- Mw9.0 규모에서 단층 길이는 약 400 km, 미끄러짐 크기는 20 m

1960년대 후반부터 지진학에서 모멘트 개념이 생겨나고, 1980년대부터 모멘트 규모가 사용되기 시작하면서 지진관측에서 널리 사용하고 있다. 하지만 모멘트 규모는 계산을 위해 안정된 먼 지역의 파형(진원에서 먼 관측 지점의 지진파형)을 사용해야 하므로 모멘트 규모의 계산 시간이 느리다는 단점이 있다.

## 에너지와 관계
지진 모멘트는 에너지와 동등한 차원을 가지고 있지만, 지진 모멘트가 에너지를 나타내는 것은 아니다. 즉 지진 모멘트는 지진이 발생할 때 에너지 변화를 직접적으로 나타내지 못한다. 지진 모멘트와 퍼텐셜 에너지의 감소, 운동 에너지 사이의 관계는 매 지진마다 바뀌는, 간접적이며 근사적인 관계이다. 지진으로 방출되는 퍼텐셜 에너지는 중력 퍼텐셜 에너지와 암석에 쌓여 있다 방출한 응력으로 쌓이는 탄성 에너지이다. 지진이 발생할 때 축적되었떤 퍼텐셜 에너지 {\displaystyle \Delta W}는 암석의 균열과 같이 암석의 마찰이 약해지고 비탄성 변형을 하며 확산되는 에너지 {\displaystyle E_{f}}, 열에너지 {\displaystyle E_{h}}, 방출한 지진의 진동 에너지 {\displaystyle E_{s}} 등으로 변환된다.
지진으로 방출한 퍼텐셜 에너지의 총합 {\displaystyle \Delta W}는 지진 전후 단층에 쌓인 응력의 절대값의 평균치를 {\displaystyle {\overline {\sigma }}}, 단층면의 강성률을 {\displaystyle \mu }라고 하면 아래와 같다.
{\displaystyle \Delta W\approx {\frac {\overline {\sigma }}{\mu }}M_{0}}
모든 깊이에서 지층에 쌓인 응력의 절대값을 측정하는 기술, 혹은 정확하게 계산하는 방법은 존재하지 않으므로 {\displaystyle {\overline {\sigma }}} 값은 오차가 있는 불확실한 값이다. {\displaystyle {\overline {\sigma }}} 값은 지진마다 서로 다른 값을 가질 수 있다. 지진 모멘트 {\displaystyle M_{0}}가 같더라도 응력 {\displaystyle {\overline {\sigma }}} 값이 서로 다르다면 두 지진의 퍼텐셜 에너지 {\displaystyle \Delta W}은 다르다.
지진으로 방출하는 지진 에너지{\displaystyle E_{\mathrm {s} }}는 에너지 방출 효율을 {\displaystyle \eta _{R}}로 하고 정적 응력 감쇠를 {\displaystyle \Delta \sigma _{s}}라고 한다면 아래와 같다.
{\displaystyle E_{\mathrm {s} }\approx \eta _{R}{\frac {\Delta \sigma _{s}}{2\mu }}M_{0}}
{\displaystyle \eta _{R}={\frac {E_{s}}{E_{s}+E_{f}}}}
즉 방출한 지진 에너지는 지진 전후 단층의 응력 변화에 비례한다.

## 같이 보기
- 릭터 규모
- 모멘트 규모

## 참고 문헌
- Aki, Keiiti (1966a), “Generation and propagation of G waves from the Niigata earthquake of June 14, 1964. Part 1. A statistical analysis” (PDF), 《Bulletin of the Earthquake Research Institute》 44: 23–72.

- Aki, Keiiti (1966b), “Generation and propagation of G waves from the Niigata earthquake of June 14, 1964. Part 2. Estimation of earthquake moment, released energy and stress-strain drop from G wave spectrum” (PDF), 《Bulletin of the Earthquake Research Institute》 44: 73–88.

- Aki, Keiiti; Richards, Paul G. (2002). 《Quantitative seismology》 2판. University Science Books. ISBN 0-935702-96-2.

- Anderson, J. G. (2003), 〈Chapter 57: Strong-Motion Seismology〉, 《International Handbook of Earthquake & Engineering Seismology, Part B》, 937–966쪽, ISBN 0-12-440658-0.

- Beroza, G. C.; Kanamori, Hiroo (2015), 〈4.01 Earthquake Seismologoy: An Introduction and Overview〉,   Schubert, Gerald, 《Treatise on Geophysics》, 4: Earthquake Seismology 2판, doi:10.1016/B978-0-444-53802-4.00069-5, ISBN 9780444538024.

- Bormann, Peter; Wendt, Siegfried; Di Giacomo, Dominico (2013), 〈Chapter 3: Seismic Sources and Source Parameters〉,   Bormann, 《New Manual of Seismological Observatory Practice 2 (NMSOP-2)》, doi:10.2312/GFZ.NMSOP-2_ch3, 2019년 8월 4일에 원본 문서 (PDF)에서 보존된 문서, 2017년 8월 15일에 확인함.

- Dziewonski, Adam M.; Gilbert, Freeman (1976), “The effect of small aspherical perturbations on travel times and a re-examination of the corrections for ellipticity”, 《Geophysical Journal of the Royal Astronomical Society》 44 (1): 7–17, Bibcode:1976GeoJ...44....7D, doi:10.1111/j.1365-246X.1976.tb00271.x.

- Fowler, C. M. R. (1990). 《The solid earth》. Cambridge, UK: Cambridge University Press. ISBN 0-521-38590-3.